# Uralfranc
Uralfranc (Уральский франк) var en alternativ valuta som trycktes i Sverdlovsk (Jekaterinburg), Ryssland, under den ryska finanskrisen 1996. Sedlarna, som hade måtten 145 × 80 mm, hade valörerna 1, 5, 10, 20, 50, 100, 500 och 1000 francs (франков). På framsidan av sedeln hade kända statsmän, författare och konstnärer avbildats och på baksidan fanns olika kända byggnadsverk. 

## Personer som avbildades
- 1 franc - Ibak, lokal mytologisk person
- 5 francs - Nikita Demidov
- 10 francs - A.B. Anossov
- 20 francs - Dmitry N. Mamin-Sibiryak, rysk författare
- 50 francs - Michail Nesterov, rysk målare
- 100 francs - Dmitrij Mendelejev, kemist
- 500 francs - Serguei P. Dyaguilev, teaterdirektör
- 1000 francs - Pjotr Tjajkovskij, rysk kompositör

Källa: Collectornetwork.com

### Fotnoter
1. ↑  New York Times 25 mars 1997 - Regions Defy Yeltsin to Start Talk of a More Perfect Union